# Crvena Volta
Crvena Volta je rijeka u zapadnoj Africi, u Gani i Burkini Faso. Desni je pritok Bijele Volte.
Crvena Volta izvire u Burkini Faso i najvećim dijelom teče kroz tu državu. Nakratko prati granicu Burkine Faso i Gane te ulazi u Gornje-istočnu regiju sjeverne Gane i ulijeva se u Bijelu Voltu.
Ima porječje od 73.000 km2.

## Vanjske poveznice
- (en) Enciklopedija Britannica, članak "Red Volta River"